# Піїгасте
Піїгасте (ест. Piigaste), також Піїгасти (ест. Piigastõ) — село в Естонії, входить до складу волості Киллесте, повіту Пилвамаа.